# Satí (ritual)

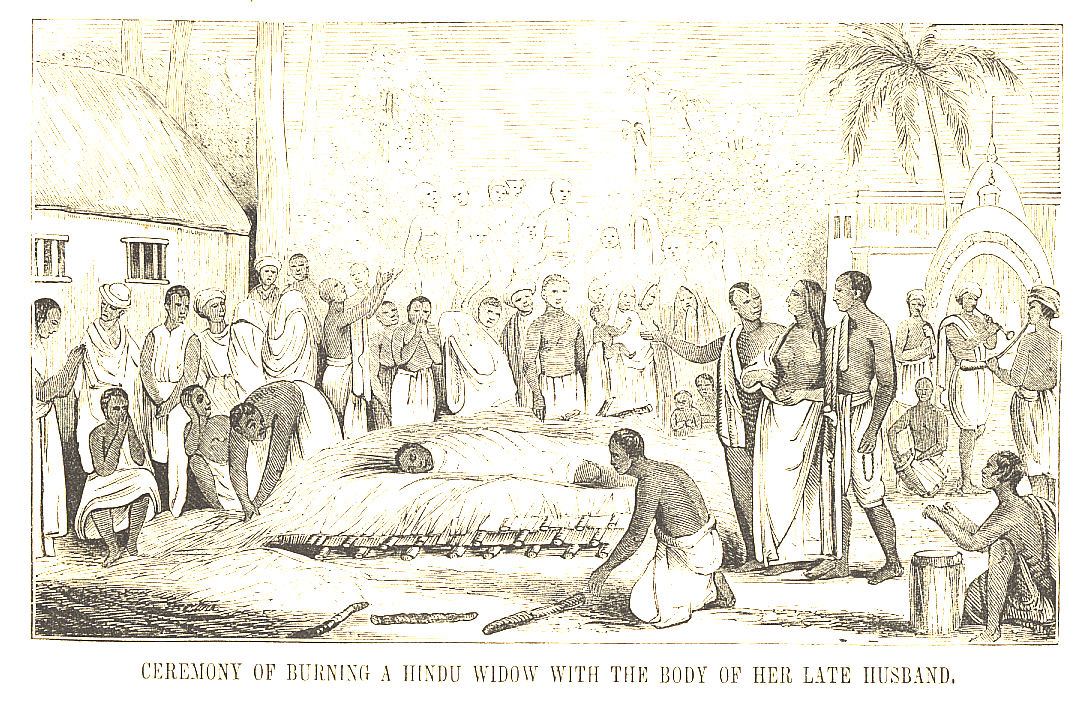
‘Ceremonia de quemar una viuda hinduista con el cuerpo de su esposo fallecido’. Publicado en el libro Pictorial History of China and India; comprising a description of those countries and their inhabitants, de Robert Sears (editor). Nueva York: Robert Sears, 1851.

La palabra sánscrita sati se refiere al rito o acto (sati o suttee) en el cual una mujer se inmola en la pira funeraria del recién fallecido marido, o al sujeto (en la mayoría de los casos una mujer) que ejecuta la acción de inmolarse. 
De acuerdo con algunos expertos, el origen de este rito se remonta siglos antes de Cristo (las crónicas de viajeros griegos, como Aristóbulo, Estrabón y Diodoro de Sicilia, son la principal evidencia de la existencia de este ritual en territorio indio en los primeros siglos después de Cristo). Si bien es cierto que no se tiene certeza de cuándo exactamente y quién originó el ritual, existe literatura histórica diversa que sitúa su apogeo a partir del siglo IV después de Cristo. Sati nunca fue común; incluso en su apogeo era raro.
La práctica del sati en India estuvo vigente hasta su abolición en 1829 por lord William Bentinck durante la ocupación británica en el este de la península. No obstante, se han notificado casos de sati efectuados en la clandestinidad en la India moderna.
En Nepal, Jung Bahadur Rana (primer dictador de Nepal) hizo la primera restricción en 1853 del ritual prohibiéndolo cuando la viuda era menor de 16 años o cuando tenían hijos menores de 9 años. En 1920 fue completamente abolida por el dictador Chandra Shamsher.
Se cree que la práctica de sati era distintiva de las castas guerreras (chatrías), principalmente de los rashput. Poco a poco, otros círculos sociales adoptaron el sacrificio como parte de sus costumbres, tal es el caso de la casta alta de los brahmanes. No hay pruebas de que el ritual se llevara a cabo entre las comunidades jainistas, budistas y sij.
El acto de inmolación por fuego (sati) ha despertado el interés, la admiración o el repudio de grupos dentro y fuera de la India. En las últimas décadas, varios intelectuales han depositado sus esfuerzos al estudio serio de sati incorporando al análisis el significado simbólico, religioso, histórico y político de sati, con el objeto de ofrecer a la audiencia un panorama más amplio y tanto menos cargado de prejuicios que caracterizó el discurso colonial. Aun así, el tema continúa tan controversial como en el siglo XIX, mas no por ello menos vigente y poderoso en el imaginario religioso hinduista moderno.

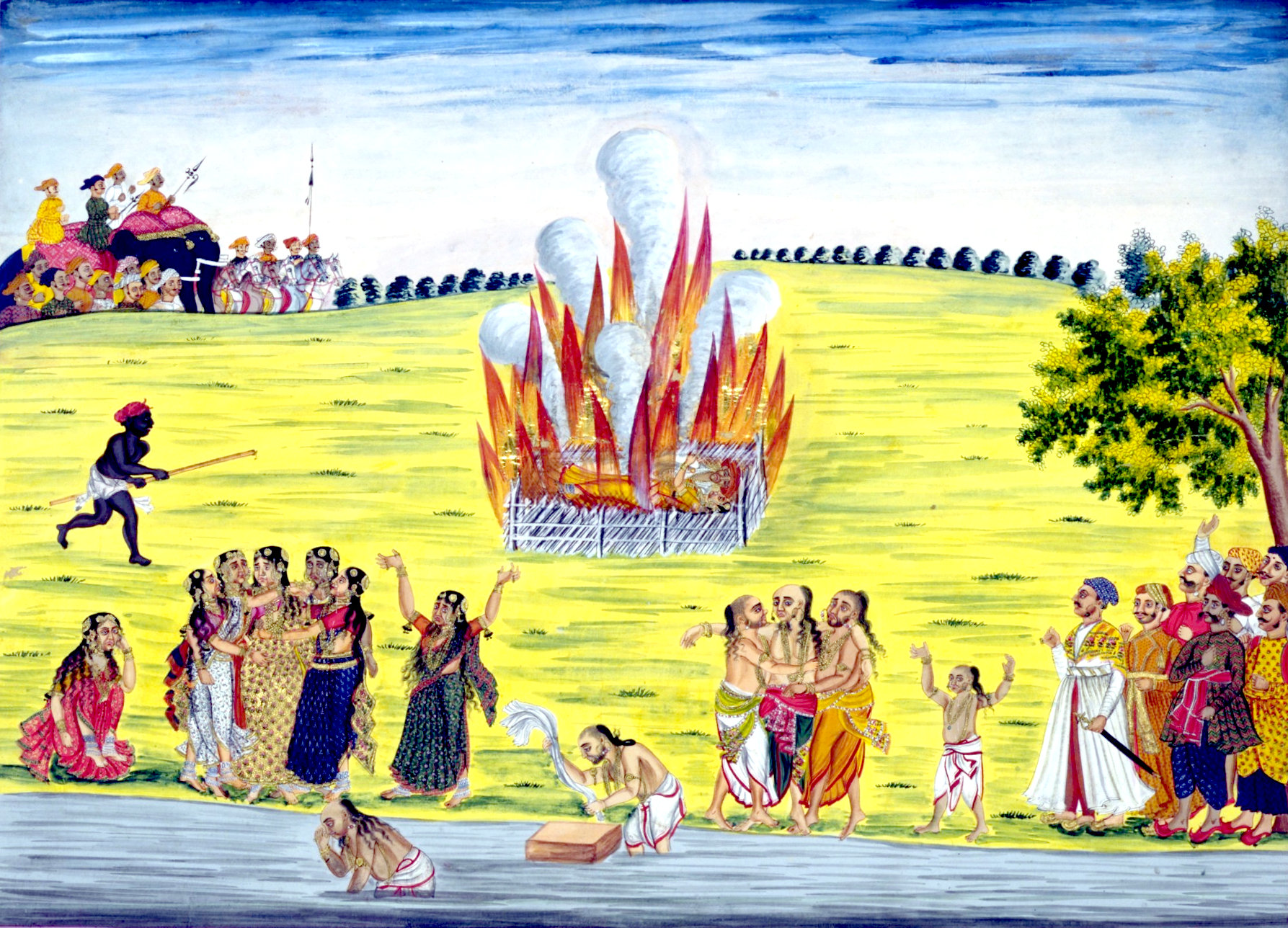
Las pinturas realizadas por artistas indios para los británicos en la India se llaman Company paintings (‘pinturas de la Compañía’). Este cuadro representa la práctica del ritual sati. Aunque se suprimió en el siglo XIX, en la India todavía se producen casos aislados de asesinatos sati.

## Etimología
El campo semántico de la palabra sati es amplio y cambió sobre todo, durante la época colonial. Los ingleses denominaron suttee al rito en el que una viuda se inmolaba arrojándose viva al fuego de la pira funeraria de su marido. Los misioneros cristianos y los administradores británicos atrajeron la atención de occidente cuando describieron tal práctica o ritual bajo el término suttee, acotando así su campo semántico trasladándolo de la persona y significado intrínseco simbólico-religioso al acto o evento de inmolación.
Por otro lado, de acuerdo con la etimología del idioma hindi, suttee se refiere a la persona que comete el acto de inmolarse y no a la práctica o al rito. En la tradición hinduista, sati está relacionado con sadhwi (‘mujer santa’), que ha jurado el pati-vrata (‘voto’ de ser fiel al ‘patrón’ [el esposo]). Es importante mencionar que dentro etimológicamente, sati no hace referencia a una mujer viuda. En el idioma sánscrito, sati es el participio femenino del verbo «ser»; la raíz sat significa ‘verdad’. De ahí que sati signifique ‘mujer virtuosa’, ‘mujer casta’, ‘mujer fiel’.
Una mujer en estado sati, como cualidad manifiesta de fidelidad y pureza, es en gran medida responsable del bienestar del esposo. De acuerdo con la tradición, la esposa se esforzará en adquirir estas cualidades. Toda mujer es una potencial sati, que es un símbolo auspicioso y de buena fortuna, altamente valioso a juicio de la sociedad hindú. El significado de sati está entonces en contraposición al estado de viudez. En el imaginario hinduista, la viudez es un estado no auspicioso. Si el marido muere antes que la esposa, el hecho se considera sospechoso y de mal augurio de la mujer hacia su marido, por lo que ella deberá corregir este estado poco deseable mediante penitencias (ayuno, ascetismo o inmolación). Es importante recalcar que una mujer sati y una mujer viuda son mutuamente excluyentes; sati se refiere a una mujer en estado de no viudez (avidhava nari). Para los adeptos de sati, el acto de inmolarse en el fuego de la pira mortuoria es la culminación y prueba más fehaciente de la virtud y lealtad de la esposa hacia su marido.
El idioma sánscrito es más preciso al definir los términos sahagamana como el acto de ‘unirse con el esposo’ y anumarana como el acto de ‘seguir al esposo al más allá’. El anumarana se refiere al acto de inmolación que involucraba no solo a la esposa, sino a los consejeros, amigos de confianza, servidumbre y animales que garantizaban el bienestar, la felicidad y la preservación del honor del difunto en el más allá. Los casos más populares de anumarana son los sepulcros de los faraones del antiguo Egipto, en los cuales el séquito de esposas y servidumbre acompañaba al difunto para ser enterrados vivos y hacerle compañía al faraón en el más allá. Así, el acto de inmolarse para acompañar al difunto esposo efectuado por una mujer y esposa es lo que se denomina sati, el cual podría considerarse una derivación de anumarana.

## Sati en la época védica

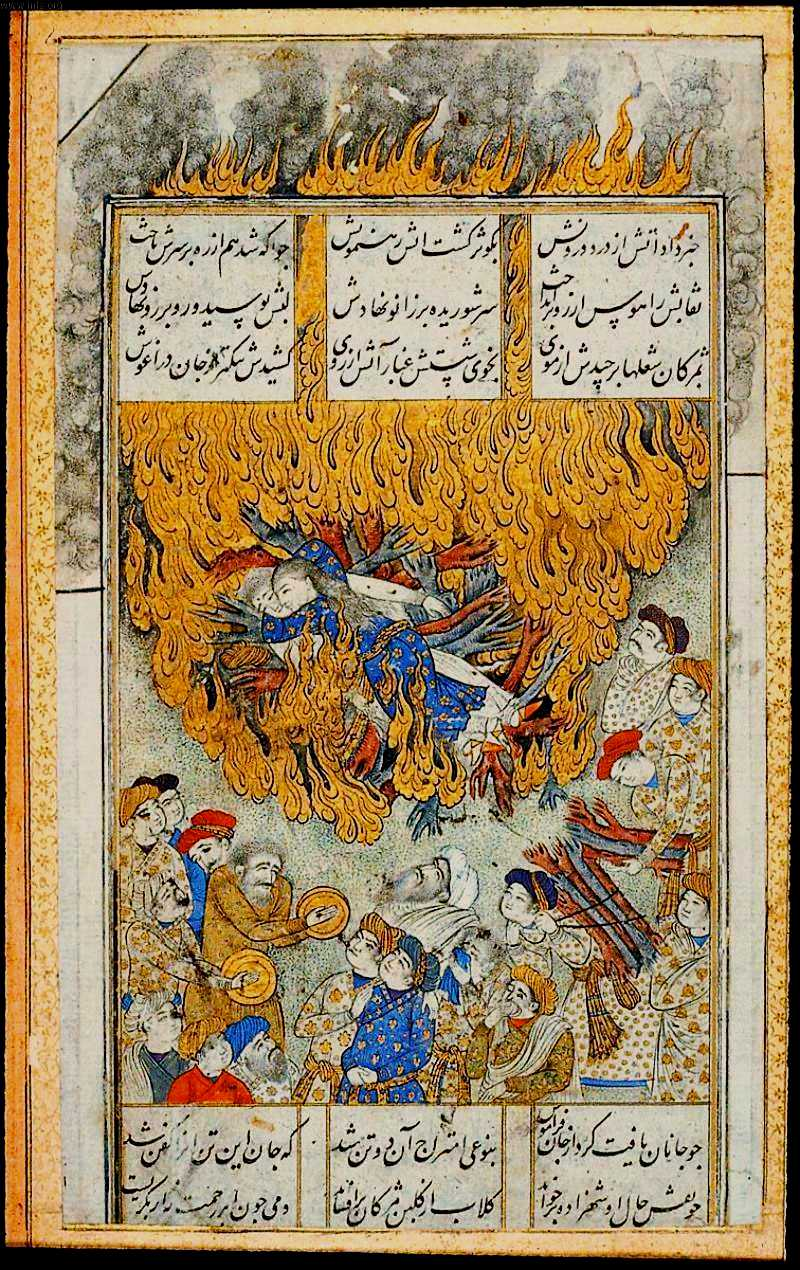
Esposa que se quema en la pira de su marido. Pintura de Muhammad Qasim, en la primera mitad del siglo XVII.

En los antiguos textos védicos no hay pasajes en donde se especifique o se den instrucciones explícitas relacionadas con la inmolación de la esposa en el caso de fallecimiento del marido, exceptuando un par de pasajes del Rig-veda y Átharva-veda. Todo parece indicar que entre la comunidad védica el rito era más bien de naturaleza puramente simbólica. Después de morir el marido, la exesposa se convertía en la compañera de algún familiar, ya sea hermano o pariente cercano. Sin embargo, es un error asumir que la literatura védica cubría la realidad del subcontinente indio en aquella época. Es posible que el ritual se llevara a cabo entre las tribus locales aunque no haya vestigios literarios que den prueba de su existencia. No hay certeza de la fecha en que se produjo el cuerpo devocional y filosófico védico, no obstante la mayor parte de este se sitúa varios siglos antes de la era común (aprox. 1200-700 a. C.).

## Sati en los Dharmasūtras
De la misma manera que los textos védicos, datar los Dharmasūtras es riesgoso pues no se tiene evidencia de cuándo exactamente fueron escritos. En uno de los primeros libros que contienen tratados sobre ética y moral (Baudaiana) se establece que después de la muerte de su esposo «la viuda deberá evitar en el transcurso de un año el consumo de miel, carne, licor, sal, y deberá dormir en el suelo. Al transcurrir un año, con el consentimiento de los sabios y en el caso de que no tenga progenie, podrá engendrar un hijo con el hermano del difunto esposo».
En el tratado de Vasista se establece que «la viuda deberá dormir en el suelo por seis meses, deberá también realizar votos religiosos y austeridades tales como omitir condimentos y sal en la comida». Tanto en el tratado de Baudhāyana como en el de Vaśistha se le prescribe a la viuda llevar a cabo austeridades por seis meses y pasado este período, hacer una oblación en memoria del difunto esposo antes de unirse a otro hombre, en la mayoría de los casos el hermano o pariente cercado del difunto.

## Sati en las leyes de Manu
En las Leyes de Manu se establece que la viuda no podrá cohabitar ni procrear con otro hombre en caso de que haya fallecido el marido: «Una esposa virtuosa que permanece casta, después de muerto su esposo, alcanza el cielo como aquellos hombres castos y virtuosos llamados Brahmacāris. Pero la mujer que, por deseo de descendencia quebranta su deber hacia su marido, trae para ella la desgracia en este mundo y pierde su lugar en el cielo junto a su marido».
En el Manu-samhitā se establece que ante la muerte del marido, la viuda deberá practicar ascetismo por el resto de su vida. Estos tratados datan aproximadamente del 200 a. C. - 300 d. C. Hasta aquí, no se hace mención alguna de inmolación de la viuda.

## Sati en el Mahābhārata
En el Mahābhārata (escrito aproximadamente entre 200 a. C. – 200 d. C.) se menciona el que quizá es uno de los ejemplos más tempranos de sati en la literatura sánscrita. La epopeya cuenta que Pandu, padre de los príncipes pandavas, un día se encontraba caminando en compañía de su esposa más bella y joven, Madri, en un claro ubicado en la espesura del bosque. De pronto, inundado por un ávido deseo sexual y en contra de la voluntad de Madri, Pandu logra consumar el acto al mismo tiempo que perece. Previamente, el rey Pandu había recibido una maldición que le prevenía de sostener relaciones sexuales a cambio de no perder la vida. Consciente de las consecuencias nefastas que el acto sexual traería, Madri se resistió sin éxito, para en seguida observar que Pandu yacía a su lado inerte. Con un inmenso sentimiento de culpa y después de deliberar con Kunti, primera esposa de Pandu, Madri decidió cruzar el umbral de la muerte para seguir a Pandu en el más allá. Así, ella cumple con el mérito religioso de arrojarse al fuego de la pira funeraria de su amado esposo. Kunti, afligida por la pérdida del rey, se queda para criar a los príncipes pandavas. Por su culpa, Madri observa, Pandu olvidó la terrible maldición y fue presa de sus deseos carnales, es ella la más indicada para expiar su falta ardiendo en sati y unirse a Pandu con el objeto de satisfacerlo en el más allá.
En otro pasaje del Mahābhārata (Mausalaparva), las cuatro esposas de Vasudeva, padre de Krishna, suben a la pira funeraria para inmolarse ante la partida de su señor.

## Sati en elBrijaspati-smriti

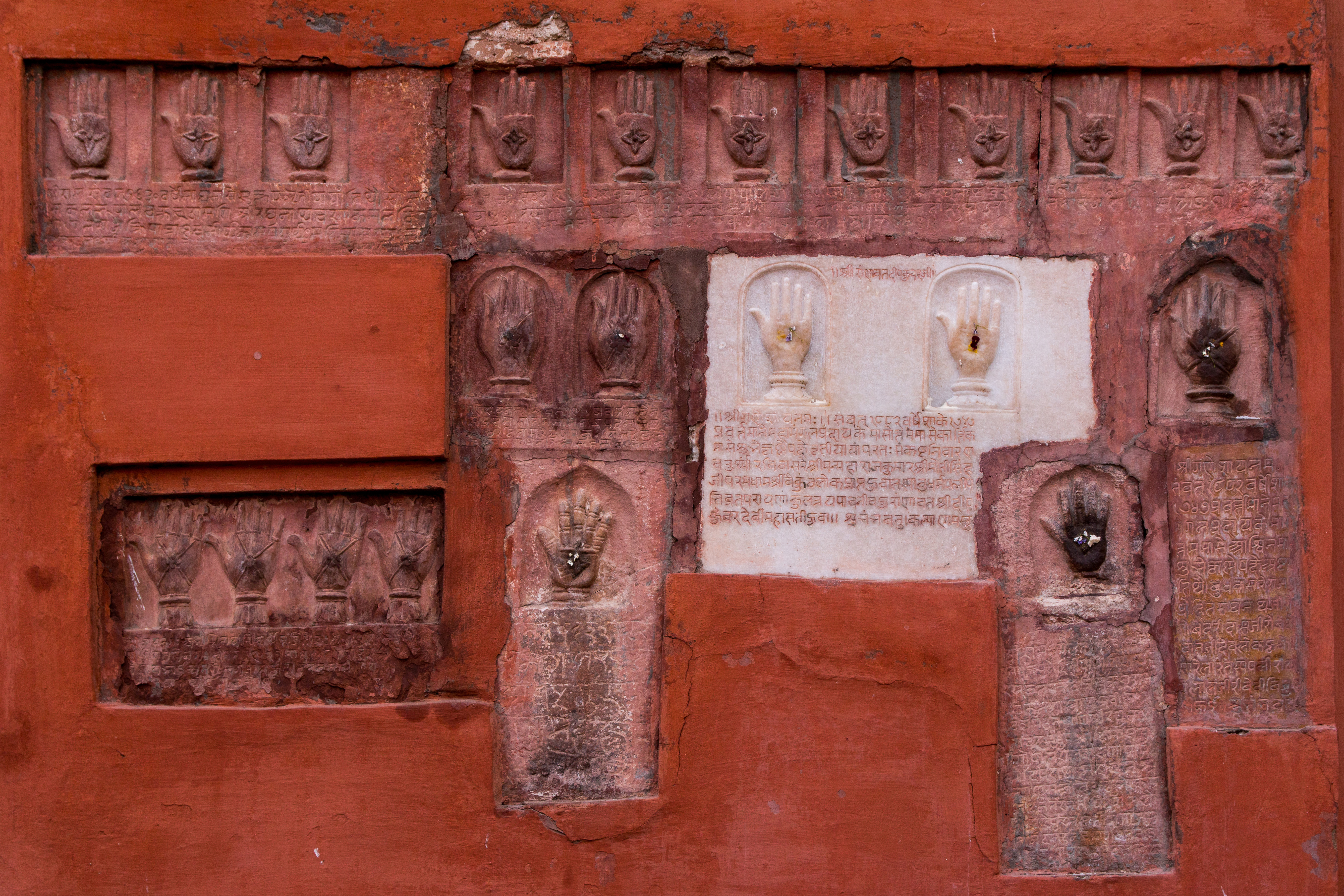
En la pared de la puerta Daulat (en Bikaner) se encuentran 41 grabados de las manos de las esposas de los majarás de Bikaner, las cuales fueron sometidas al rito sati de su marido muerto en batalla. La pared está manchada por el polvo rojo como una señal de respeto y se siguen honrado ―como lo demuestran los pétalos de flores y los dulces que se les depositan en la palma de las manos, y se les frota aceite perfumado―.

Se trata de leyes contemporáneas a la dinastía Gupta (500 - 600 d. C), en ellas se establece que «una viuda es la mitad del cuerpo de su esposo, por lo que compartirá el resultado de sus buenos o malos actos. En caso de muerte que anteceda a la esposa, ella puede decidir subir a la pira con él o sobrevivir a cambio de llevar una vida de virtuoso ascetismo, ella así promueve, en uno u otro caso, el bienestar de su marido».
Todo parece indicar que estas son las primeras referencias a la práctica de sati. Aun así, aquí se prescribe sati como una alternativa para la viuda. Ella podía elegir subir a la pira funeraria o elegir una vida de austeridad.

## Sati en el Parāsara-samhitā
El Parāsara-samhitā establece que «cuando el esposo de una mujer ha desaparecido, está muerto, está recluso, es impotente o ha sido excomulgado está permitido que la mujer tenga otro esposo». Sin embargo, la situación de la mujer cambió tiempo después, ya que en el mismo texto hay otro pasaje que dice: «Aquella mujer que, al haber muerto su esposo, toma un voto de castidad, alcanzará el cielo después de la muerte como los brahmacharis».
El tercer pasaje, que se considera es de un período más tardío, es radicalmente distinto a los dos anteriores: «Aquella que siga a su esposo habitará en el cielo tanto tiempo como hay cabello en el ser humano, o lo que es equivalente a tres millones y medio de años. Como un domador de serpientes que saca a la serpiente de un agujero a la fuerza, de la misma manera, la esposa que se inmola a sí misma, rescata a su esposo del infierno y goza de felicidad celestial por siempre en compañía de él».
Para mediados del siglo XI d. C. durante el florecimiento de las cortes de las dinastías Cālukya y Vijayanagara, la práctica del sati era altamente elogiada y se le consideraba el modelo ideal en caso de viudez.

## El mito de la diosa (Satí)
No es hasta los siglos V-VI de la era común que encontramos en la literatura puránica el relato detallado de los mitos de (Satí) y Parvati (ambas, manifestaciones de la esposa del dios Shiva). (Satí) es hija de Daksha y primera esposa del dios Shiva. En el Linga-purana se detalla la preocupación de Brahmā por involucrar a Shiva en los acontecimientos del mundo. Si Shiva permanece ausente, la creación no será capaz de continuar. Las razones que subyacen las inquietudes del dios Brahmā por involucrar a Shiva en las cuestiones del sexo y vida conyugal son útiles para comprender el significado mitológico del papel de (Satí)-Parvati en el ciclo de creación universal.
Varias veces Shiva pone a prueba la devoción y prácticas ascéticas de (Satí). Al superar todas, Shiva atraído hacia ella, le concede un favor. (Satí) le pide que se case con ella y Shiva acepta descubriendo así un destello de deseo (kāma) que la hace todavía más deseable. Sin embargo, Daksha repudia la unión de su amada hija con un forastero, vagabundo y forajido de costumbres extrañas, comenzando así las tensiones entre Shiva y Daksha. Después de celebrarse el matrimonio, Shiva y (Satí) se retiran a la montaña en donde permanecen muchos años. Mientras tanto, Daksha prepara un gran sacrificio e invita a todos los seres celestiales menos a Shiva. Aunque a Shiva la ofensa le tiene sin cuidado (Satí) furiosa, se dirige al gran acontecimiento convocado por su padre. Estando ahí, Daksha vuelve a insultar a (Satí) con su indiferencia y en un arrebato de ira por la manera en que su padre ha insultado a su marido, se suicida arrojándose al fuego sacrificial.
Ante las noticias de la muerte de (Satí), Shiva lleno de dolor y cólera, acude al lugar donde (Satí) se ha inmolado, levanta su cuerpo, destruye a Daksha y el lugar donde se llevaba a cabo el sacrificio y comienza a danzar frenéticamente con (Satí) en sus brazos. Shiva carga a (Satí) y la lleva a cuestas por el universo. El dios Visnu determinado en ayudar a aliviar el dolor de Shiva, desprende poco a poco cada miembro del cuerpo de (Satí), cada uno de sus miembros cayó en un lugar considerado sagrado hasta el día de hoy, en donde se veneran distintas diosas locales con diversos nombres, como manifestaciones de la diosa universal.
Shiva, al darse cuenta de que (Satí) ha desaparecido, regresa lleno de tristeza a la cumbre de la montaña para entregarse a un ascetismo severo y a acentuar su indiferencia hacia el mundo.

## Los tres estados de la devota

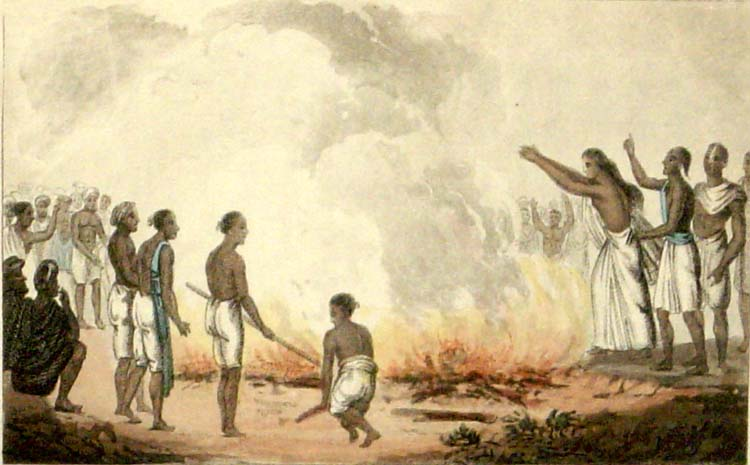
Grabado pintado a mano en el libro The World in Miniature: Hindoostan, de Frederic Shoberl. Londres: R. Ackerman, 1820.

El ritual de sati tuvo presencia importante entre la comunidad rajput que se localiza en el estado de Rajastán al noroeste de la India. Entre la clase guerrera de los rajput, se cree que la sat (entendida como la bondad y virtud de una mujer) es genuina si son observables sus tres etapas en la personalidad de la mujer.
La primera etapa es la de pativrata: las mujeres de Rajastán consideran que aquella mujer que se ha vuelto satimata ha sido por ende una esposa devota al cuidado de su marido. Una satimata nace con estas cualidades. Por medio del sacrificio de inmolación, la esposa demostró a todos haber desarrollado un carácter correcto y admirable propio de una buena esposa. La buena mujer es capaz de renunciar a sus deseos personales y egoístas a favor de dar prioridad a los de su marido. El término pativrata significa «alguien que ha entregado el voto a su esposo o señor (pati)» y se utiliza frecuentemente para designar a una mujer casada. Detrás de este voto está la promesa de mutua protección. El principio básico de la protección da inicio con la mujer: si una esposa es devota de su marido, él prosperará. Si no es así, él sufrirá y morirá, acarreando la desgracia para los dos. Hay dos formas en las que la esposa brinda protección. La primera es alentando a su marido a cumplir con su deber y la segunda es llevando a cabo sacrificios y penitencias que la ayuden a destruir su egoísmo para ser una mejor pativrata.
Si el esposo sucumbe, se le apunta a la esposa como principal culpable y es sospechosa de falsa devoción. La única manera de escapar a la condena social es que tome otro voto o vrat, que se refiere a la auto-aniquilación o sati.
La segunda etapa se refiere a aquella mujer que, siendo pativrata, ha tomado un voto (vrat) para proteger a su marido y unirse a él en el más allá (un voto que generalmente hacía inmediatamente después de enterarse de que su esposo había fallecido). Ella es absuelta de toda culpa cuando al momento de arrojarse al fuego demuestra a los ahí presentes que fue una esposa ejemplar. Los creyentes en sati consideran que, una vez que la mujer ha tomado el voto sincero que la llevará a reunirse nuevamente con su esposo, su cuerpo empieza a despedir la energía que incendiará la pira funeraria. Cuando la sativrata sube a la pira de su marido, simbólicamente se cree que su cuerpo explota en llamas que consumirán finalmente tanto su cuerpo como el de su marido.
La última etapa es el proceso en el cual la sativrata se convierte en satimata. En este espacio temporal en el que la sativrata toma el voto y su cuerpo se consume en la pira, los devotos creen que la mujer alcanza un poder equiparable al de una diosa. Este momento es considerado por los que presencian el sacrificio como un lapso extraordinariamente auspicioso en el cual la diosa condena y bendice a los familiares y miembros de la localidad a la que pertenecía.
El proceso ritual sella para siempre la unión de marido y mujer que ha vencido y trascendido la muerte. En ese momento, la esposa dejó de ser una mujer, un ser humano, para convertirse en una deidad a la que se le edificará un templo y a la que se le rendirá devoción. Los miembros de la aldea en donde ella vivía la toman como modelo y ejemplo a seguir, sobre todo las mujeres, que posteriormente se acercaban en peregrinaciones a pedirle favores para adquirir la fortaleza que ella demostró al momento de volverse satimata.

## La glorificación del rito sati
Desde el punto de vista tradicional hindú, una mujer, al contraer nupcias, queda simbólicamente unida a su marido. La recién casada acompañará a su esposo a donde sea que este vaya sin que la muerte represente un obstáculo a su unión perpetua. El ritual de inmolación por fuego es un despliegue del poder divino emanado de ella y un acto de devoción manifiesto, por un lado, de la sati hacia su marido y, por el otro, de los individuos ahí presentes hacia la que se ha convertido en diosa como resultado de su autosacrificio.
Cuando la esposa subía a la pira funeraria, se sentaba, tomaba la cabeza de su esposo, la colocaba sobre su regazo y daba la orden de encender el fuego. La simbología de este momento está relacionada con el momento mitológico en el que el dios Shiva se encuentra inerte como un cadáver, la diosa entonces, se coloca sobre él y dirigía la transición cósmica de la muerte-destrucción al nacimiento-creación. La diosa es la representación del poder de transformación, al bailar a horcajadas sobre el cuerpo de Shiva, hace posible la creación (al levantar el falo del dios otorgándole nueva vitalidad). La esposa, ahora diosa, le devuelve la vida a su marido. Al atravesar juntos el fuego purificador de sati y mediante el poder de ella, es posible el renacimiento en el mundo divino en donde vivirán por siempre. En el imaginario hinduista, sati no es sinónimo de muerte, sino de nacimiento, regeneración, de un nuevo comienzo. Sati no es aniquilación sino símbolo de empoderamiento.
La mujer que pasa por este proceso de purificación, para beneficio de su marido, se convierte en satimata (una personificación de la diosa); al hacerlo, ella muestra consideración por él y por los demás. Su sacrificio es símbolo de victoria que disuelve la muerte cuando amenaza con separar y privar la unión del matrimonio. Simbólicamente, el cuerpo de ella es la oblación que provee de luz (jyoti) y energía (shakti) a la regeneración.
Posteriormente, el lugar donde tuvo lugar el ritual de sati es considerado un punto de adoración y culto a la satimata o ‘madre-sati’. Generalmente se construía un templo en donde acudían anualmente los devotos para rendirle homenaje, pedirle favores y bendiciones. El símbolo o vestigio en el lugar de la transformación de una mujer en satimata era una roca con una inscripción iconográfica de la luna y el sol, que representaban a la pareja.

## El caso de Roop Kanwar

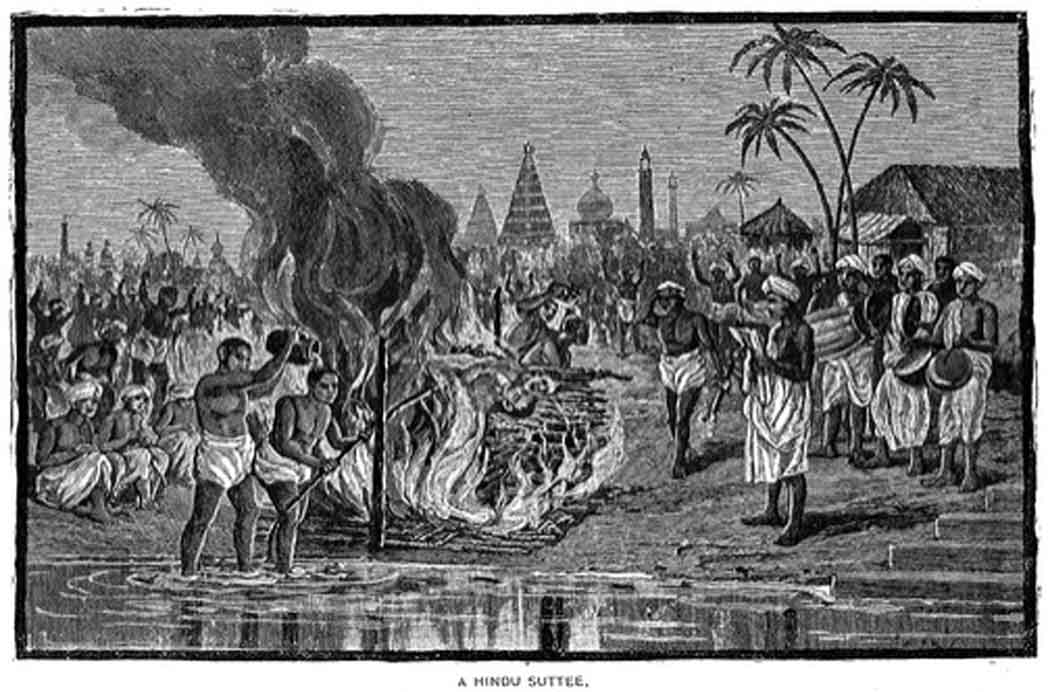
Imagen del libro The Story of Baptist Missions in Foreign Lands (‘historia de las misiones bautistas en tierras extranjeras’); del reverendo G. Winfred Henrvey. Londres: Chancy R. Barns, 1885. Se puede ver que un monje hinduista moja a otro que está atizando el fuego.

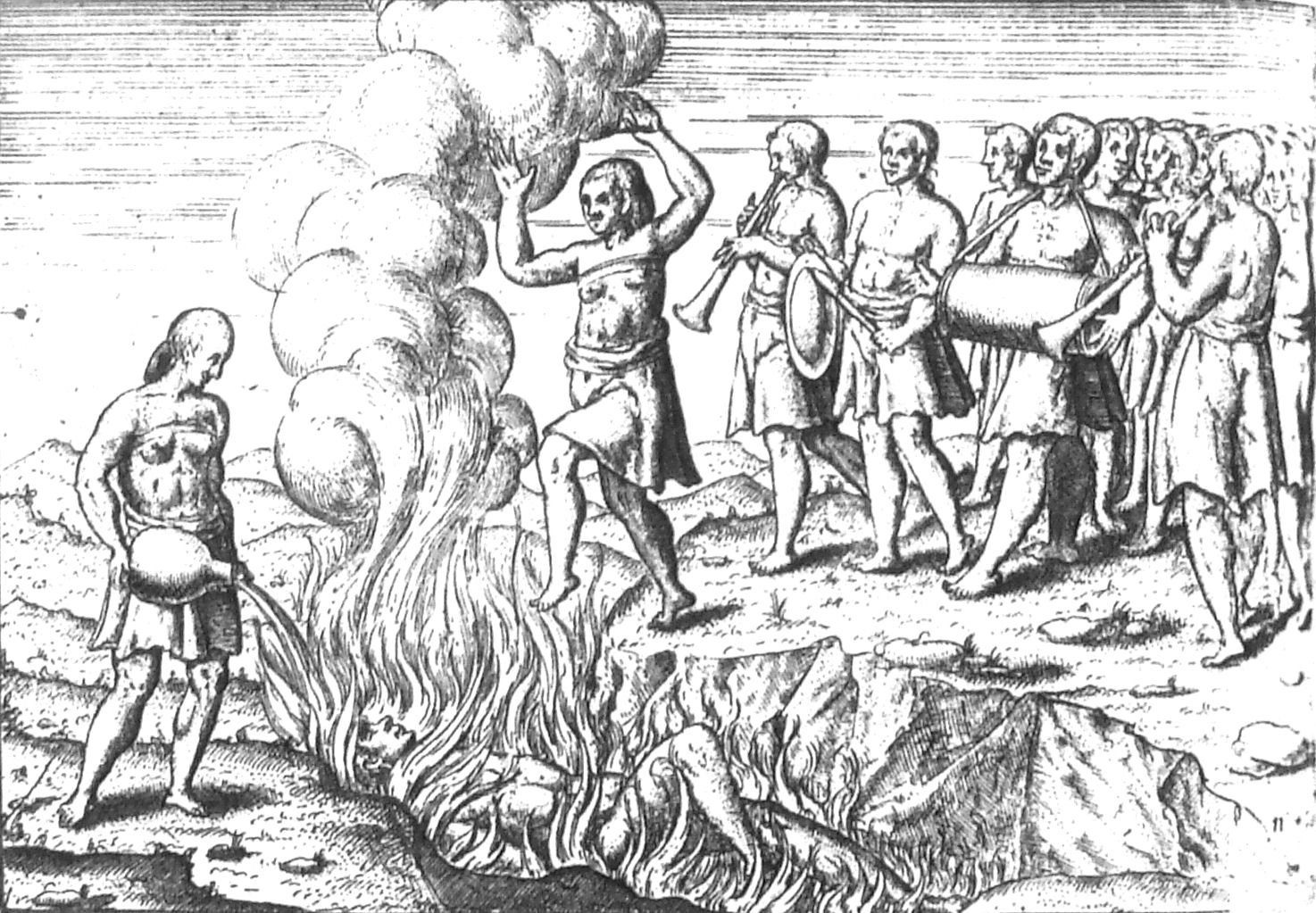
Descripción del rito balinés satí (en inglés suttee), en Bali Insights Guide (‘guía de una percepciones de Bali’, de 1597), de Houtman. En este cuadro, posiblemente el pintor no entendía el uso de arrojarse agua un monje a otro para poder acercarse a la hoguera, y supuso que el agua era para arrojar a la esposa.

El 4 de septiembre de 1987, el sati de una joven de 18 años llamada Roop Kanwar desató la polémica sobre la práctica de sati entre diversos grupos al interior y al exterior del territorio indio. Reiterando que la práctica había sido abolida en 1829, varios grupos, sobre todo feministas, levantaron la voz para denunciar las continuas violaciones a las libertades y derechos de la mujer en India. Los medios de comunicación dieron una cobertura excepcional al acontecimiento atraídos por las declaraciones de varios testigos anunciando que no había sido una inmolación voluntaria, sino asesinato; Roop Kanwar había sido obligada por sus familiares políticos a saltar dentro de la pira en llamas. Otros, aseguran que la inmolación sí fue voluntaria y que fue una demostración de voluntad inquebrantable por parte de la joven.
La discusión sobre si la inmolación fue voluntaria o se trató de asesinato, puso de manifiesto las distintas posiciones ideológicas de la población india, del sector político y religioso. El diálogo entre los que buscan proteger las tradiciones y los que optan por una India moderna y secular que libere del yugo patriarcal a las mujeres se recrudeció. Grupos sociales sobre todo urbanos, cuestionan duramente la validez del sati en la referencia más común que se toma como base a las justificaciones religiosas: la diosa Sati, al cometer inmolación durante el sacrificio de Daksha, no cumple con las especificaciones y características propias del sati (de seguir al esposo en el más allá), pues el dios Shiva seguía vivo al momento en que la diosa se arroja al fuego.
La controversia sigue vigente hoy en día, entre la sociedad civil y entre grupos académicos, que observan y cuestionan el contexto que expone la ambivalencia del gobierno al momento de lidiar con la presión de grupos locales religiosos tradicionalistas y una nueva clase media que empuja adoptar la modernidad en lo que definen es una nueva India.

## Casos posteriores
Después del caso de Roop Kanwar se han registrado algunos casos aislados de satí en India. Por ejemplo, en 2006 una viuda se inmoló en el estado de Madhya Pradesh
Tres años después, la policía detuvo a una mujer de 60 años que intentó saltar a la pira funeraria de su esposo.
En 2023, una estudiante de ingeniería informática procedente de Rayastán que vivía en Guyarat se suicidó debido a que no pudo soportar la presión de sus suegros para que se sometiera al ritual del satí tras la muerte de su marido.

## Influencia en la literatura
En la novela La vuelta al mundo en ochenta días, de Julio Verne, se describe un sati en el que los protagonistas Phileas Fogg y Passepartout arriesgan su vida para salvar a la princesa Aouda de ser incinerada.
En 1899, el poeta británico Rudyard Kipling escribió un poema titulado El último sati. En él, la reina Bundi escapa de los ingleses que intentaban evitar su sati. Boondi se arroja a las llamas para ser la primera esposa del fallecido en la otra vida.
En la primera novela de la colección Canción de hielo y fuego, del escritor George R. R. Martin, Daenerys Targaryen, al enterarse de que su hijo nonato se muere y Drogo se encuentra en estado vegetativo debido a la magia de la maegi traidora. Incapaz de soportar la ruina de su marido, Daenerys termina con su vida y prepara una pira funeraria en la que quema a la maegi viva junto con el cuerpo de Drogo y sus tres huevos de dragón. Además, ella misma entra en la pira y, cuando esta se apaga, Daenerys se eleva, sana y salva, flanqueada por tres dragones recién nacidos.
La novela Cenizas en el Río Godavari (Lourdes María Monert-CreateSpace Independent Publishing 2016) está basada en la práctica del sati y las motivaciones detrás de los raros casos de sati que han ocurrido en tiempos modernos. La joven protagonista es incitada por su suegro y sus cuñados a arrojarse a una hoguera porque sospechan que ella esconde parte del dinero de su dote. La joven escapa lanzándose a las aguas del Godavari.
Las Torres del Silencio es otra novela de la misma autora que aborda el tema del Sati y de los sospechosos accidentes domésticos que provocan la muerte de esposas hindúes motivados por el interés de sus esposos de conseguir una nueva dote.

## Películas

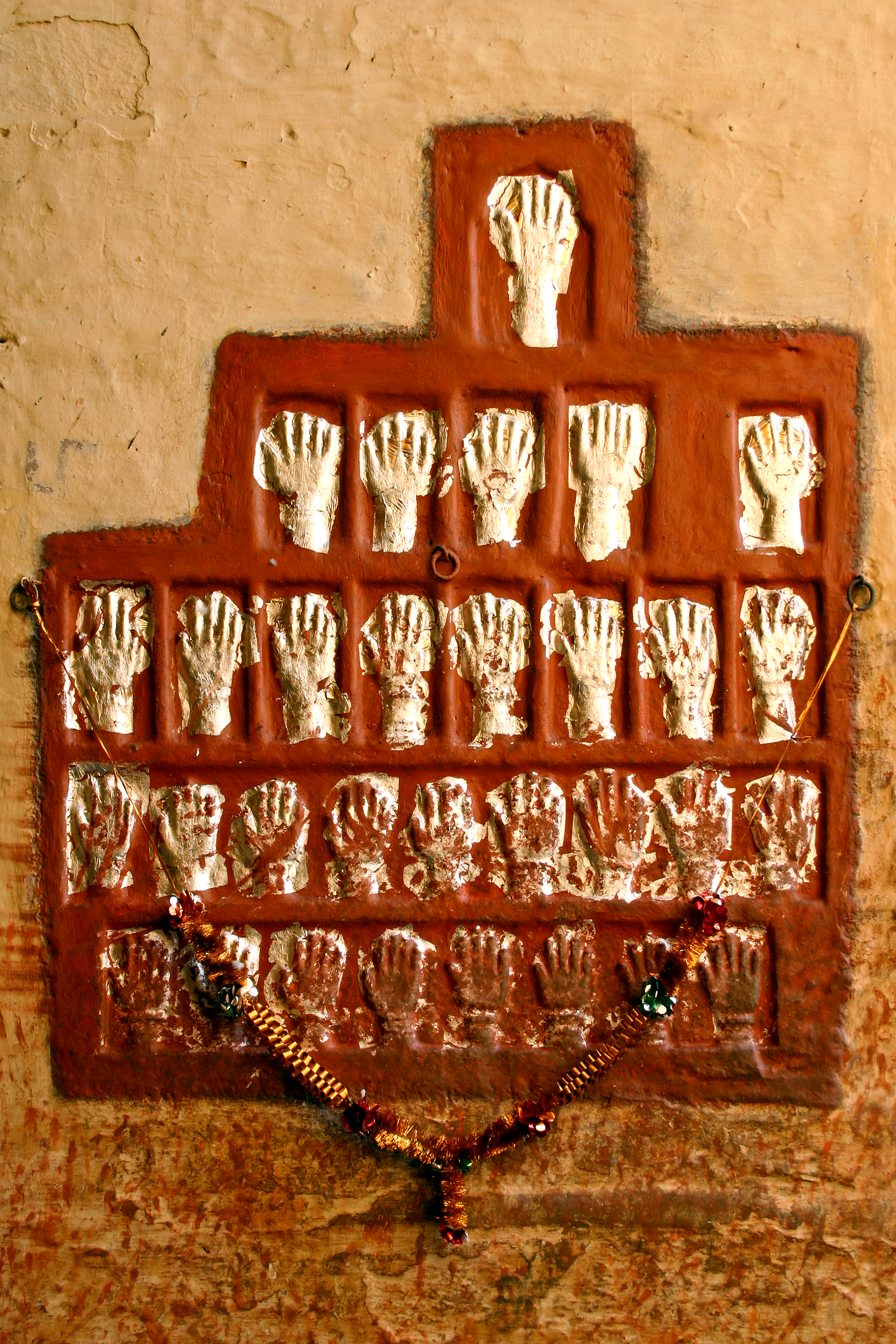
Huellas de manos de las satis ―ubicadas en orden de importancia― en el palacio de Yodpur (en Rajastán).

- Agua (Dipa Metha).